# Aki Lahtinen
Aki Lahtinen (Jyväskylä, 31 ottobre 1958) è un ex calciatore finlandese, di ruolo difensore.

## Palmarès

### Individuale
- Calciatore finlandese dell'anno FA: 1

1980, 1981
- Calciatore finlandese dell'anno[2]: 2

1980